# La 25e Rune
La 25e Rune est un album de bande dessinée dessiné par Luc Brahy sur un scénario d'Éric Corbeyran et Achille Braquelaire. Il sort chez Dargaud en 2004. Cet album est le 3e tome de la série Imago Mundi.

## Résumé
Afin de construire un barrage dans une petite vallée de Suède, des travaux sont entrepris pour démonter une ancienne église traditionnelle et la remonter un peu plus loin. Au cours de ces travaux, une stèle portant des inscriptions runiques est exhumée. Cette stèle présente une rune inconnue qui intrigue particulièrement le professeur Alva Kaberg, amie personnelle d'Harald Haarfager. Elle fait appel à son ami et à son équipe afin d'obtenir les éléments nécessaires à une suspension du chantier de construction.
Par ailleurs, le chantier de construction est régulièrement perturbé par une jeune femme déguisée en viking qui le photographie depuis une montgolfière.
L'équipe d'Imago Mundi fait l'objet d'une attaque et son matériel est entièrement détruit.
Harald et Alva interrogent alors le conseiller Klint, conseiller général du Land local qui a ordonné la construction du barrage.
Loïc et Leïa sont victimes d'une tentative d'assassinat de la part d'un mystérieux homme de main.
Les moyens techniques de l'équipe permettent de mettre au jour une demi-douzaine d'autres stèles, portant toutes des inscriptions runiques avec notamment des runes inconnues.